# 아르세니오 루사르도
로베르토 아르세니오 루사르도 코레아(Roberto Arsenio Luzardo Correa, 1959년 9월 3일 ~ )는 흔히 아르세니오 루사르도(Arsenio Luzardo)라는 이름으로 알려진 우루과이 국적의 축구 선수이다.
K리그 최초의 우루과이 출신 외국인 선수로 LG 치타스(현 FC 서울)에서 활약하였으며 당시 등록명은 루사르도를 사용하였다.

## 클럽 경력
우루과이 명문 클루브 나시오날 데 푸트볼 소속으로 1980년 시즌, 1983년 시즌 우승과 1983년 코파 리베르타도레스 득점왕 등 당시까지 K리그 외국인 선수 중 최고의 경력을 자랑하며 많은 기대속에 입단을 하였다.
하지만 당시 33살의 나이로 인해 기술은 좋지만 체력 부분에서 문제를 일으키며 교체출장을 많이 하였고 K리그 정규리그 (13경기, 1득점, 1도움)와 리그컵 (5경기 2득점, 1도움) 통산 18경기 출장, 3득점, 2도움의 기대만큼의 활약을 선보이지 못 하였다.

## 국가대표팀 경력
20세 이하 우루과이 축구 국가대표팀 일원으로 1979년 FIFA 세계 청소년 축구 선수권 대회에 참가하였으며 성인 대표팀에도 발탁되어 1983년 코파 아메리카 우승 우승에 일조하였다.

## 수상 내역

### 선수
우루과이 축구 국가대표팀
- 코파 아메리카 우승 1회 : 1983

 클루브 나시오날 데 푸트볼
- 우루과이 프리메라 디비시온 우승 2회 : 1980, 1983

 클루브 나시오날 데 푸트볼
- 코파 리베르타도레스 우승 1회 : 1980

 LG 치타스
- K리그 정규리그 준우승 1회 : 1993
- 리그컵 준우승 1회 : 1992

### 개인
클루브 나시오날 데 푸트볼
- 코파 리베르타도레스 득점왕 1회 : 1983